# Сузунский краеведческий музей

Сузунский районный краеведческий музей — один из старейших краеведческих музеев Новосибирской области, расположенный в посёлке Сузун.
Важной составляющей исследовательской деятельностью музея является генеалогическая лаборатория.

## История
Музей создан по инициативе в 1964—1965 гг. краеведа Пирожкова П. Ф., пенсионеров Борисова Н. В., Солодчина И. П., Озолиной М. П., Тушина Д. А., Сахарова А. М., библиотекаря Степановой А. И. Группа обратилась в РК КПСС с предложением о создании к 50-летию Октябрьской революции музея в здании районной библиотеки.
Открытие музея на общественных началах прошло 19 ноября 1967 г.
В документах исполкома Сузунского районного Совета депутатов трудящихся официального решения об открытии районного музея в 1967 г. не обнаружено.
В плане открытия прошла встреча участников Гражданской войны, беседа о значении музеев, экскурсия по отделам. Председателем совета музея была назначена Цивилёва Эмилия Андреевна.

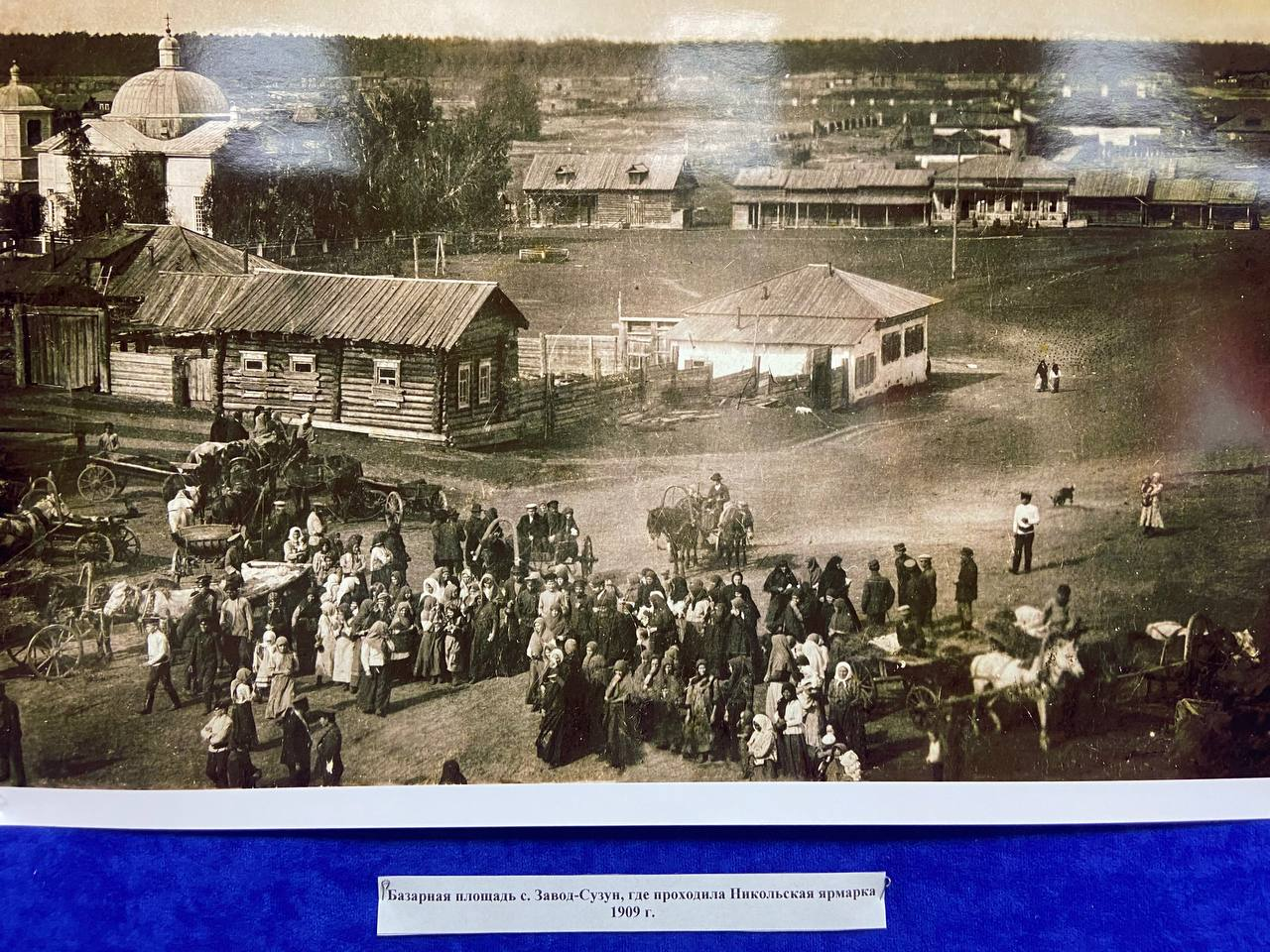
Никольская ярмарка. 1909 год

Газета «Новая жизнь» от 21.10.1978 г. сообщила о новоселье музея — разместился музей в крыле бывшего здания поликлиники.
С целью дальнейшего использования и сохранения документов и экспонатов о развитии района Исполнительный комитет Сузунского района Совета народных депутатов решил: открыть в р.п. Сузун краеведческий музей (Решение от 21.06.1979 № 81).
В октябре 1989 г. - открытие новых экспозиций музея в отдельном здании. Здание  конца XIX века использовалось как казённая квартира и контора управляющего Сузунским медеплавильным заводом.
23 декабря 1980 г. краеведческому музею Сузунского района Новосибирской области было присвоено почётное звание Народный музей (Приказ Министерства Культуры РСФСР от 23. 12. 1980 г. № 758).

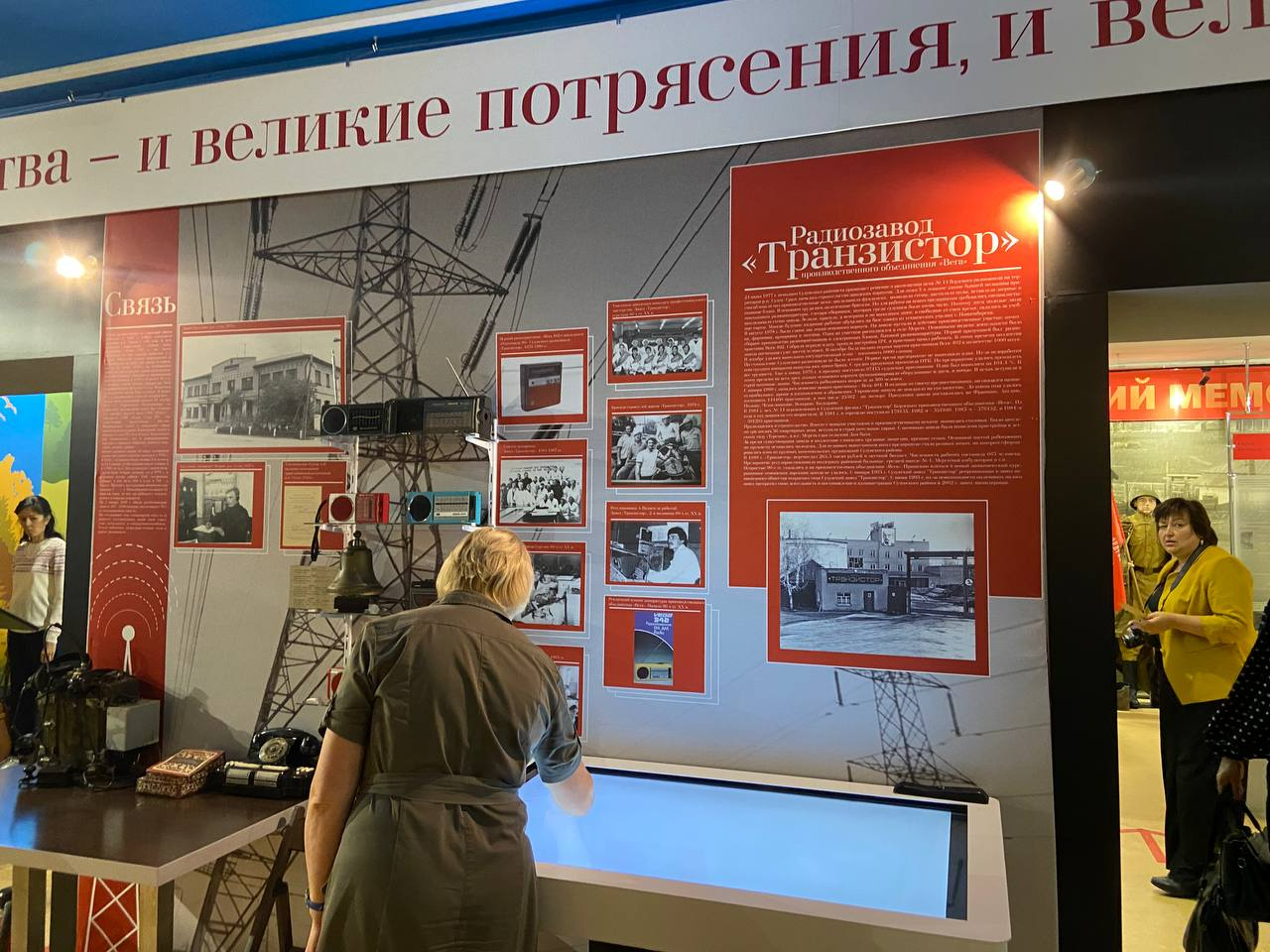
Экспозиция музея

Постановлением Губернатора Новосибирской области от 21.02.2005 г.№ 89 здание, в котором располагался Сузунский краеведческий музей, отнесено к категории памятников местного (муниципального) значения и включено в Единый государственный реестр объектов культурного наследия (памятников истории и культуры) народов РФ. 18 мая 2010 г. на здании музея открыта Мемориальная табличка с надписью: «Памятник истории местного значения. Дом жилой и контора управляющего Сузунским медеплавильным заводом, конец XIX в. Охраняется государством». ям
Постановлением администрации Сузунского района № 182 от 29.08.2016 г. из МТК выделено новое учреждение — Муниципальное казённое учреждение культуры Сузунского района краеведческий музей «Центр исторической информации» (директор Чернакова О. И.), в котором ведутся музейные и архивные исследования, собирается краеведческая информация по генеалогии территории.

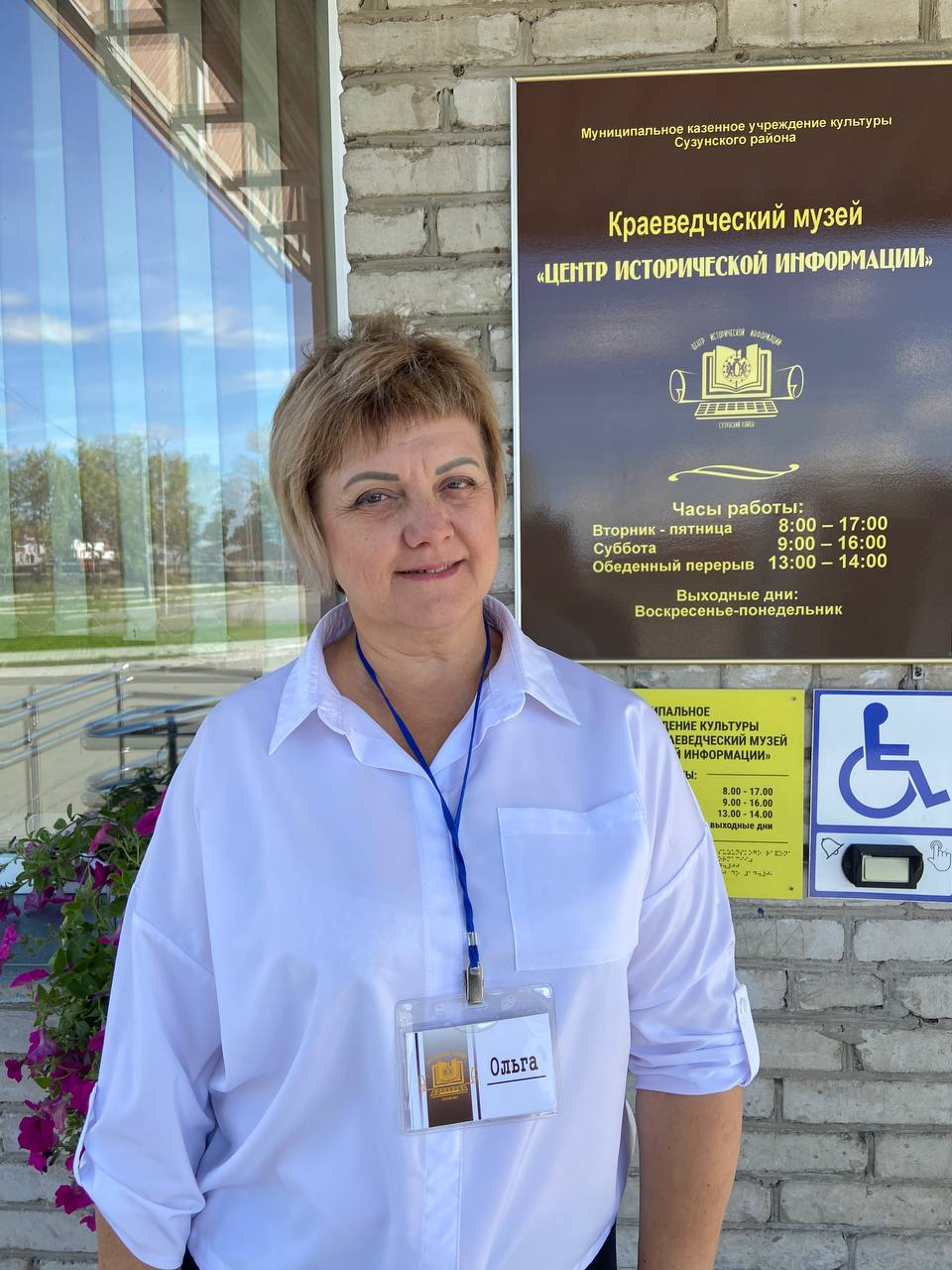
Директор музея с 2011 - Чернакова Ольга Ивановна

## Директора
1978 — Т. С. Покилова — историк с университетским образованием.
Должность директора в 1979 г. занял Земляницын Михаил Ефимович.
23 декабря 1980 г. - Повольнова Любовь Геннадьевна.
05 марта 2011 года было создано муниципальное автономное учреждение культуры Сузунского района путём изменения типа Сузунского краеведческого музея. МТК возглавила Чернакова Ольга Ивановна.

## Коллекции
Включает 16747 единиц хранения, из них — 12232 предметов основного фонда, 4515 — научно-вспомогательного.
В музее выделено 13 коллекций:

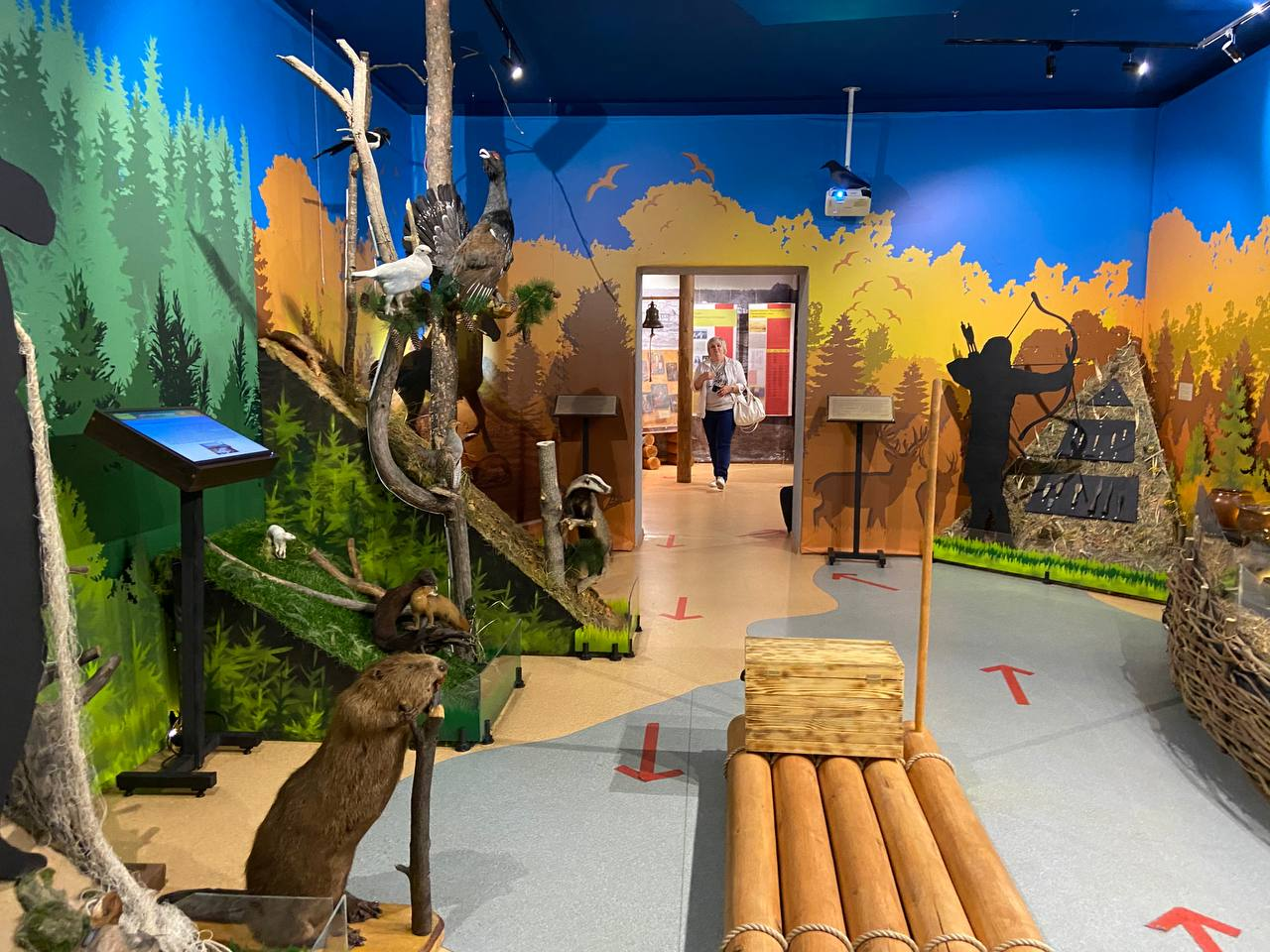
Экспозиция музея

- Нумизматика (монеты, нагрудные знаки, бумажные деньги)
- Живопись
- Оружие
- Изделия прикладного искусства
- Графика
- Скульптура
- Археология
- Этнография
- Документы, редкие книги
- Предметы истории техники
- Предметы ЕНК (естественно-научная коллекция) и др.

Частью коллекции является собрание монет Сузунского монетного двора (1766—1847 гг.).
В экспозиции «Завод-Сузун» выставлены редкие сибирские монеты коллекции: 10 копеек 1777 года,  1 копейка 1770 года,  Деньга 1769 года,  Полушка 1768 года.

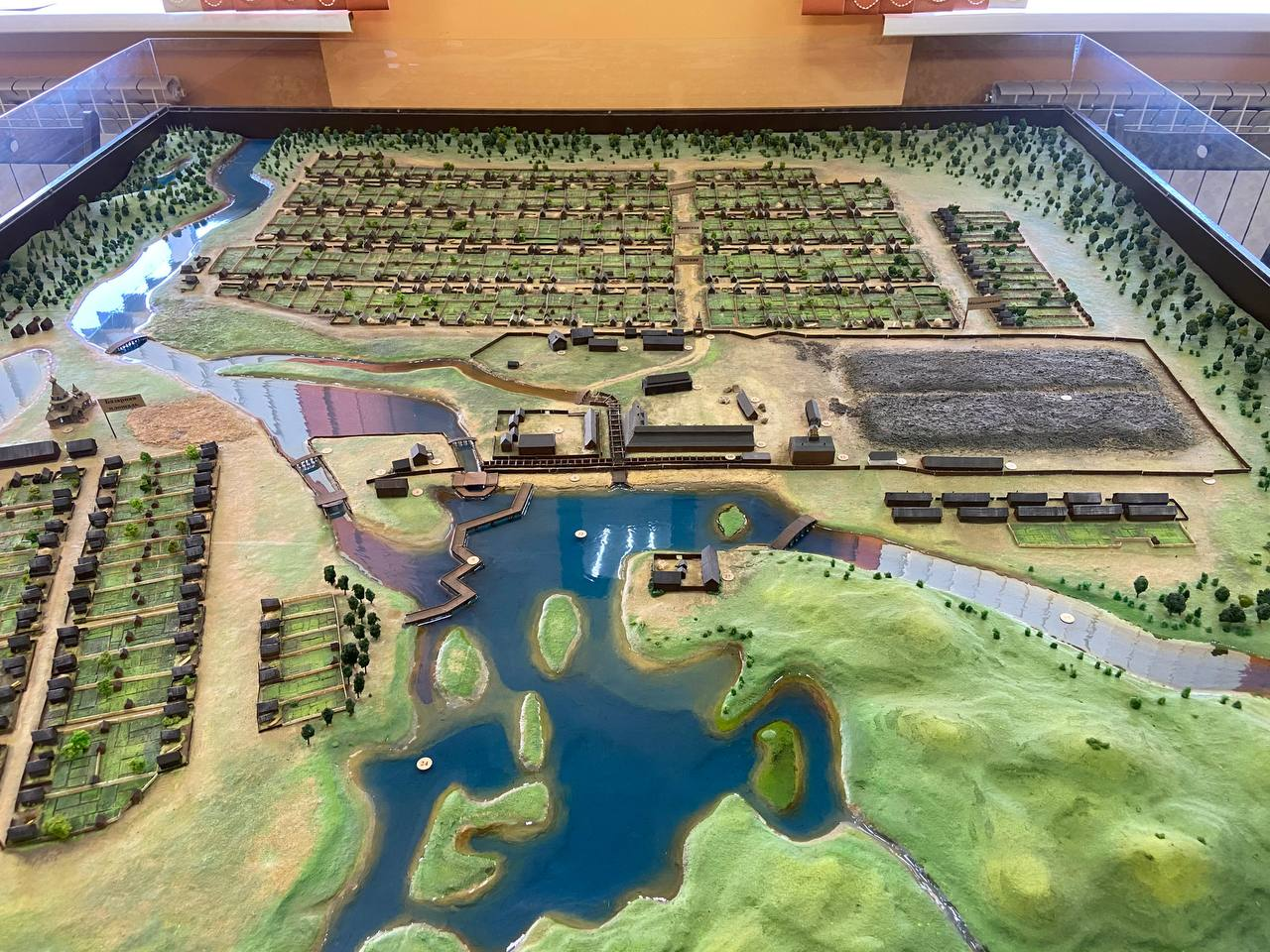
Макет города

В музее имеются раритеты металлургического производства конца XVIII — начала XX веков:  ковш для разлива металлов (меди),  изложница — литейная форма для получения отливки (в виде слитков) из расплава металлов, форма для литья ковшей,  ванна для разливки меди и серебра, фигурная наковальня.
Самая большая коллекция «Документы, редкие книги» — 7051 ед.хранения. Среди редких книг: «Великая реформа» Т.IV, изданная в начале XX века, «Научные очерки Томского Края», 1898 года издания, «Путешествие по разным провинциям Российской Империи» П. С. Палласа, Ч. I — 1786, Ч.II — 1809 гг. издания.

## Экспозиция

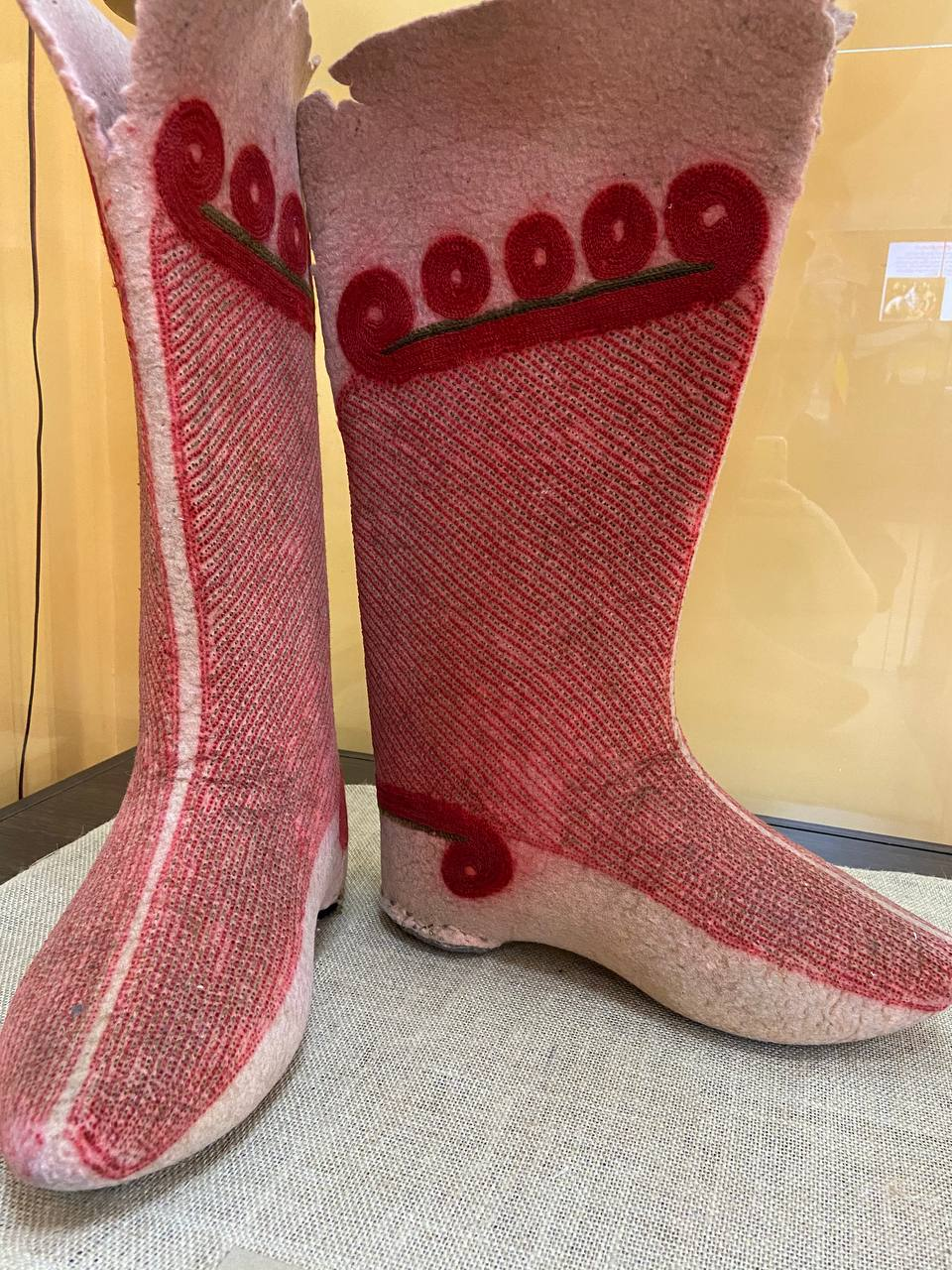
Кукморские валенки

Экспозиция музея расположена на двух этажах. В экспозиции представлены кукморские валенки, тульские самовары. Воссоздана изба жителя Сузуна.
Входная группа рассматривает биографии известных уроженцев Сузуна: Геннадия Заволокина, Александра Попова, Александра Зырянова.
На первом этаже можно узнать о истории  Никольской ярмарки, кожевенном деле и других промыслах, о быте рабочих Сузунского медеправильного завода.
Музей включает 6 залов

## Генеалогическая лаборатория
Лаборатория собирает архивные документы, сканирует книги связанные с генеалогической тематикой, проводит исследования по истории родов известных людей Сузуна, помогает жителям города провести самостоятельное исследование.